# Принцесса Вэньчэн
Принце́сса Вэньчэ́н (кит. трад. 文成公主, пиньинь Wénchéng Gōngzhǔ) была членом второстепенной ветви королевского клана династии Тан. Она вышла замуж за царя Тибетской империи Сонгцэна Гампо в 641 году. В Тибете она также известна под именем Гьяса или «китайская жена». Некоторые тибетские историки считают и принцессу Вэньчэн, и другую жену Сонгцэна Гампо, Бхрикути, физическими проявлениями бодхисаттвы Тары.

## Китайские летописи о принцессе

### Жизнь

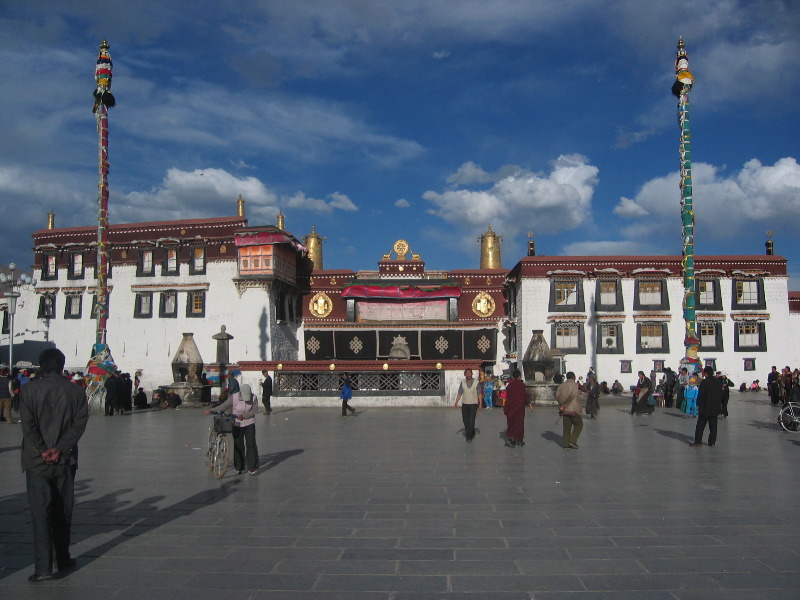
Наследие Вэньчэн и Бхрикути — Джоканг в Лхасе — было основано для размещения статуй Будды, которые каждая невеста приносила с приданым.

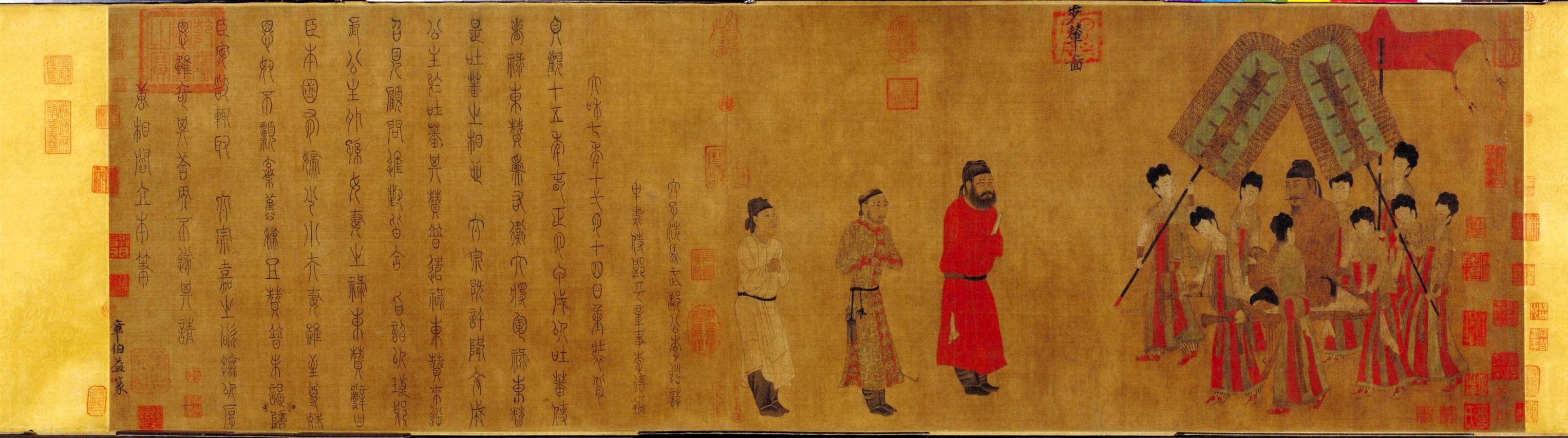
Императорский паланкин: полотно о сватовстве принцессы

Согласно китайским летописям, царь Сонгцэн Гампо посылал посольство ко двору в 634 году, прося в жёны принцессу, и получил отказ. В 638/641 китайцы атаковали область вокруг озера Кукунор к северо-востоку от Тибета, населённую народом чжа (тугухунь), взяв под контроль важные торговые пути, а после успешной кампании тибетцев против Китая и письменных извинений Сонгцэна в 638/641 китайский император дал согласие на брак Сонгцэна Гампо с принцессой.
В 640 году Сонгцэн Гампо отправил министра Лу Дунзаня в качестве посланника в Чанъань, предложив тысячи таэлей золота и сотни редких игрушек, чтобы он запросил разрешения на брак у императора Тана.
Тибетские источники (и китайские источники, не связанные с правительством КНР), напротив, говорят, что Сонгцэн Гампо отправил посланника в Лоян, столицу Тан, с требованием (а не с просьбой) китайской невесты и настаивая на том, что он приведёт 50 000 закалённых в боях тибетских солдат в малозащищённую столицу и вырежет жителей, если не получит запрошенного.

### Путь в Тибет
Наиболее вероятен маршрут «из района Дундао Кан». Хуан Сяньмин в статье «Предварительное исследование человеческо-тибетского маршрута принцессы Вэньчэн» утверждает, что, когда посланники прибыли в Чанъань, чтобы просить о браке, все они шли этим путём.

### Наследие
Согласно тибетским историкам, союз Сонгцэна Гампо и принцессы Вэньчэн породил надежды на установление гармоничных супружеских отношений между народами Тибета и Китая.
Жизнь принцессы Вэньчэн описана в таких романах, как Maṇi bka' 'bum и знаменитых историографиях Rgyal rabs Gsal ba’i Me long.
Храм Традрук в Недонге увековечивает память принцессы Вэньчэн: в одной из его часовен хранится танка, вышитая принцессой.
Два традиционных дня, пятнадцатый день четвёртого месяца и пятнадцатый день десятого месяца каждого тибетского года, отмечены пением и танцами в честь принцессы Вэньчэн.
Исторические реликвии, такие, как статуи Сонгцэна Гампо и принцессы Вэньчэн, до сих пор почитаются и выставлены на всеобщее обозрение по пути их свадебного путешествия, а также во дворце Потала в Лхасе.
Легенда гласит, что Сонгцэн Гампо, принцесса Вэньчэн и принцесса Чицзун вместе строили храм Джокханг более трёх лет. Сохранилась сидящая статуя Шакьямуни, привезённая принцессой.

### Китайские претензии на влияние
Предположительно, принцесса Вэньчэн привезла с собой обещания торговых соглашений, карты Шёлкового пути и значительное количество приданого, которое содержало не только золото, но и прекрасную мебель, шёлка, фарфор, книги, драгоценности, музыкальные инструменты и медицинские книги .
Также принцесса Вэньчэн якобы прибыла с новыми методами ведения сельского хозяйства. Возможно, эти методы включали внедрение семян зерновых и рапса, других сельскохозяйственных орудий и советов о том, как повысить производительность тибетского сельского хозяйства в регионе. 
Танские анналы сообщают, что Сонгстен Гампо написал императору Тайцзуну в 648 году, прося бумагу, чернила и другие письменные принадлежности. Некоторые современные китайские источники считают, что это означает, что принцесса участвовала в просьбе и, таким образом, представила Тибету методы производства китайских чернил и бумаги. Однако археологические данные указывают на то, что технология изготовления бумаги была известна в Тибете до прибытия принцессы и, вероятно, распространилась по южным торговым путям.
Когда принцесса Вэньчэн прибыла в Тибет, стиль чаепития ханьцев династии Тан был весьма развит. Поскольку принцесса Вэньчэн любила пить чай, она привезла с собой в Тибет много известных его сортов. Со временем у неё появилась привычка добавлять молоко и сахар в чай перед завтраком. Чиновники и сановники во дворце постепенно стали подражать этой практике, принцесса часто угощала чаем гостей. Чтобы усилить вкус и удовольствие от питья чая, принцесса также добавляла кедровые орехи, топлёное масло, сахар или соль в соответствии с предпочтениями гостей, создав таким образом чай из топлёного молока.
С увеличением числа экономических, торговых и культурных обменов между Тан и Тубо, культура тубо постепенно интегрировалась в жизнь народа Тан. Например, поло, зародившееся в Тубо, было популярным спортивным мероприятием во времена династии Тан.
Женские наряды тубо, такие как Хэ Мянь, пучок и чётки, также оказали опредёленное влияние на династию Тан.

### Легенда
Согласно легенде, Ришань и Юэшань (гора Риюэ) были преображены драгоценным зеркалом принцессы Вэньчэн. Принцесса Вэньчэн подошла к границе между Тан и Тубо и бросила за собой Зеркало Солнца и Луны, подаренное родителями, чтобы отсечь бесконечные мысли родных.
Легенда гласит, что когда принцесса Вэньчэн и её спутники отправились в Лхасу через Чайю, они сделали короткую остановку в Ренде. Чтобы почтить память этого места, которое заставило принцессу чувствовать себя расслабленной и счастливой, принцесса заказала 9 статуй Будды, включая Великого Татхагату Солнца на скале Данма. Принцесса также планировала построить здесь храм. Однако, хотя в этом районе были высокие горы, в нём не было деревьев. Принцесса использовала свою магическую силу, подобно Суню Укуну, великому небесному мудрецу, вырвав несколько волос со своей головы и подув на гору. На утесе чудесным образом вырос большой лес, который для стройки смогли срубить местные жители. Принцесса также научила их распахивать пустыри и сельскохозяйственные поля, отводить воду для орошения и использовать водяные мельницы. Позже местные жители считали статую Ренда волшебным творением принцессы Вэньчэн и считали её священным местом. В зал Ренда приходили мужчины и женщины как из округи, так и издалека, чтобы поклониться Будде, возжечь благовония, поклониться, помолиться о мире во всем мире, хорошей погоде и счастье для людей.

### В китайской литературе
В первом нарративе китайской классической литературы принцесса Вэньчэн рассматривалась как незначительная фигура, текст уделял гораздо больше внимания церемонии «мирного брака», чем индивидуальным чертам принцессы. Во втором повествовании, взятом из древней тибетской литературы, принцесса изображалась как воплощение «Зеленой Тары», тантрического божества в тибетском буддизме, и предположительно обладала качествами богини и магическими способностями. Третий нарратив, сформированный националистическим дискурсом первой половины XX века, рисовал новый образ принцессы Вэньчэн, постепенно превращая её в «передатчик технологий».

## В популярной культуре
С 2000-х годов китайское государство ставит в Тибете оперу, рассказывающую историю принцессы Вэньчан. По мнению некоторых наблюдателей, эта опера обеляет историю Тибета и его исторические отношения с Китаем.
Произведение «Принцесса Вэньчэн» было написано Чжан Минхэ (Zhang Minghe), известным китайским поэтом. Со времени пришествия принцессы на территорию Тибета и в жизнь тибетского народа, её восхваляли и воспевали.